# Антонов (Киевская область)
Анто́нов (укр. Антонів) — село на юго-востоке Сквирского района Киевской области Украины на реке Березянка.
Население по переписи 2001 года составляло 841 человек. Почтовый индекс — 09052. Телефонный код — 4468. Занимает площадь 6,11 км². Код КОАТУУ — 3224080301.

## Местный совет
09052, Киевская обл., Сквирский р-н, с. Антонов, ул. Юбилейная, 1 тел. 2-76-45 (укр.)

## История
В XIX веке село Антонов было волостным центром Антоновской волости Сквирского уезда Киевской губернии. В селе была Благовещенская церковь.
В селе родился Иван Алексеевич Сикорский, российский психиатр и отец выдающегося русско-американского авиаконструктора Игоря Ивановича Сикорского

## Памятники
- Костёл-усыпальница Подгорских (XIX в.)
- Кирпичная водяная мельница (XIX в.).

## Галерея

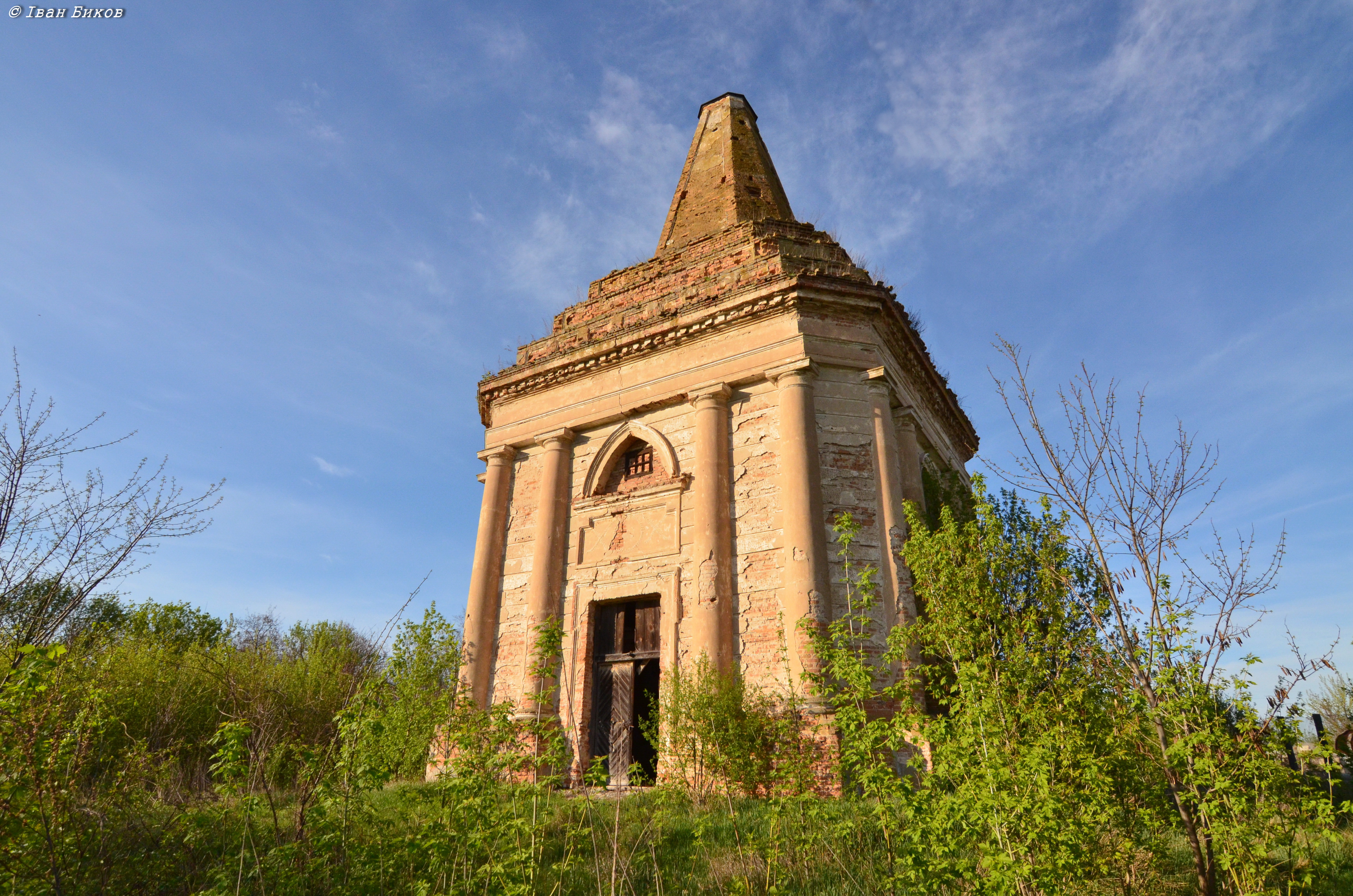
Костёл-усыпальница Подгорских. Памятник архитектуры
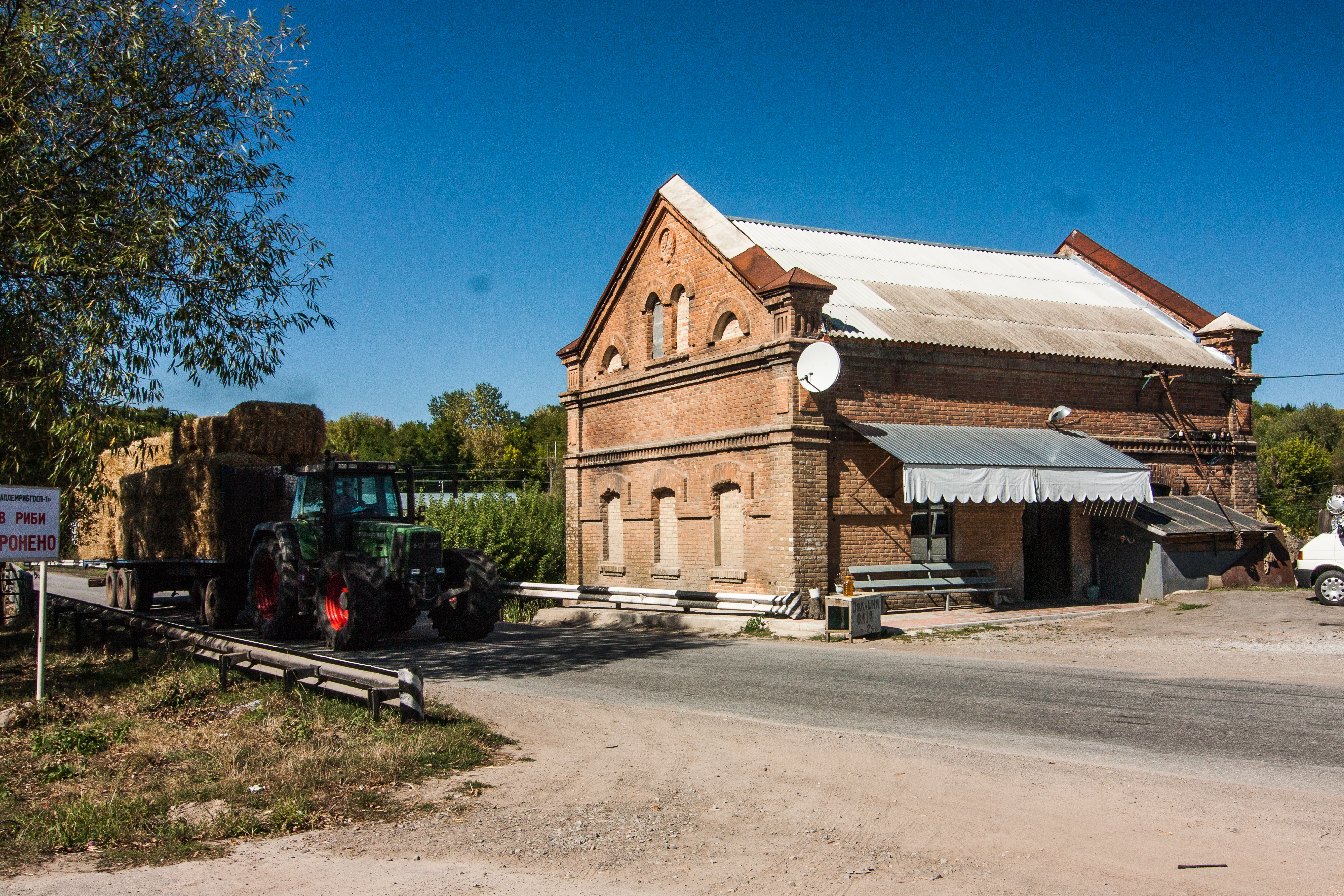
Кирпичная водяная мельница (XIX в.; большая). Памятник архитектуры.
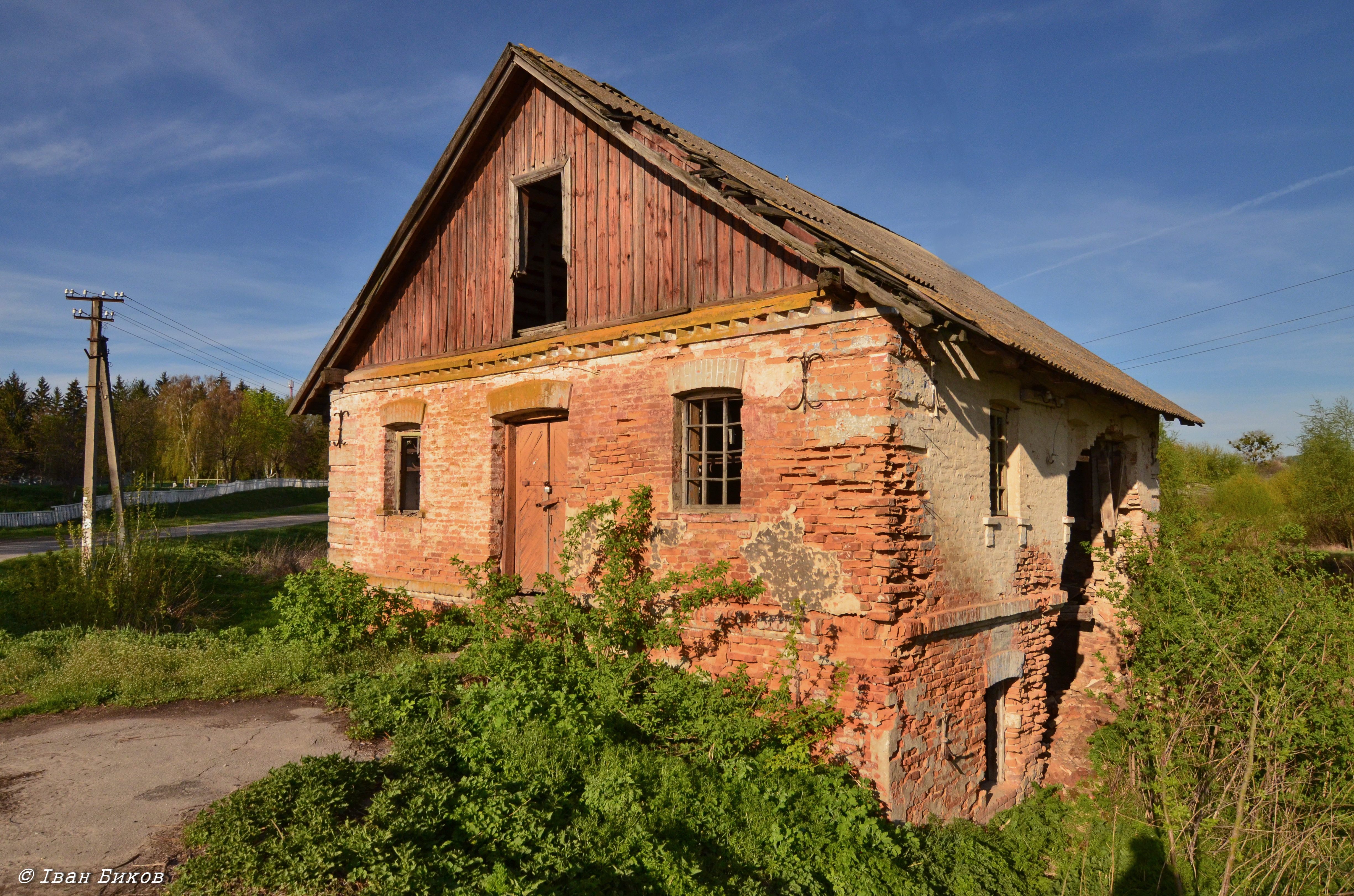
Водяная мельница (XIX ст.; малая).